# Michalīs Krītikopoulos
Michalīs Krītikopoulos (in greco: Μιχάλης Κρητικόπουλος; Kesariani, 3 gennaio 1946 – Andros, 20 luglio 2002) è stato un calciatore greco, di ruolo attaccante, nono nella classifica dei marcatori di tutti i tempi del campionato greco. Dopo la sua morte gli è stato intitolato lo stadio di Kaisarianī.

## Palmarès

### Club

#### Competizioni nazionali
- Campionato greco: 1

Olympiakos: 1974-1975
- Coppa di Grecia: 1

Olympiakos: 1974-1975